# Загрей
Загрей (на старогръцки: Ζαγρεύς, „великият ловец“) е син на Зевс и Персефона. Литературният орфизъм го знае като „Първия Дионис“. В тракийската митология Загрей е бог на Слънцето.
Зевс влязъл в Персефона, преобразен като змия. Резултат от този акт бил Загрей. Баща му смятал да му предостави цялата световна власт. Мойрите обаче решават да възбудят ревността на Хера. За да го запази от нея, Зевс го поверил на Аполон и на божествата-курети, които го отгледали в горите на Парнас. Хера обаче, винаги по-хитра от съпруга си, все пак открила Загрей и поръчала на титаните да го отмъкнат.
Загрей се оглеждал в огледало, когато титаните го нападнали. При преследването той няколко пъти се превъплътил, но накрая, когато бил бик, титаните го хванали. Те го разкъсали на седем части и започнали да ядат тялото му, полу-сурово, полу-опечено. Атина Палада като девственица спасила сърцето на Загрей, понеже той бил нейно чедо в образа ѝ на Персефона. Аполон събрал останалите седем части и ги заровил при триножника в Делфи. Зевс наредил на Деметра да съедини частите и богът оживял.
Съгласно друга версия, Зевс поръчал на Семела да погълне сърцето на Загрей и по този начин я оплодил, а съгласно трети вариант – Зевс сам погълнал сърцето и тогава се съединил със Семела. Така се родил Дионис.
Образът на Загрей влиза в орфическата теогония, която свързва с него цяла система от философско-митологични идеи. На Загрей са посветени орфическите тайнства. Всъщност Загрей е тракийският бог-прототип, който впоследствие е известен като Дионис, богът на веселието, виното и екстаза в гръцката, и Бакхус в римската митология.
Този мит е въз основа на тракийската религия. Тракийския вариант е същият, по-късно тракийските богове са заместени с гръцки. По този начин Зевс става Збелсурд, Персефона е Бендида – богинята на земята, а имената на титаните са съвсем различни. Единственото име, което ни е известно е Фюркос. В тракийския вариант не участва Хера. Траките придават на този мит голямо значение, защото в него е описано как са създадени хората. След като Загрей бил разкъсан на седем части, неговата кръв потекла по земята и по този начин Бендида отново заченала. Щом Збелсурд видял какво са направили титаните, той се ядосал и ги изпепелил. Пепелта на титаните се смесила с кръвта на Загрей и от сместа се образувал първият човек. Той имал жажда за война, която водела началото си от характера на титаните, но бил и сърдечен и милостив. Тази негова черта се коренила в характера на Загрей. Според един гръцки мит, траките произлизат от митичния цар Тракс, син на Арес и според същия този мит, те имат войнолюбиви черти, заради това, че са наследници на Арес.